# Psathyrella ploddensis
Psathyrella ploddensis är en svampart som beskrevs av Kits van Wav. 1987. Psathyrella ploddensis ingår i släktet Psathyrella och familjen Psathyrellaceae.   Inga underarter finns listade i Catalogue of Life.